# Министерство на обществените сгради, земеделието и търговията на България
Министерството на обществените сгради, земеделието и търговията (МОСЗТ) е българска държавна институция с ранг на министерство, съществувала в периода 1882 – 1885 година.

## История
Министерството на обществените сгради, земеделието и търговията (МОСЗТ) е създадено с Указ № 463 от 23 юни 1882 година, по време на „Режима на пълномощията“. Състои се от строителен, железопътен и земеделски отдел.
В задачите му влизат строежът и поддръжката на обществени сгради, пътища и пристанища, напояването на земеделските земи, насърчаването на скотовъдството, обучението на инженери и селскостопански специалисти. През краткото си съществуване (по-малко от три години) министерството подготвя редица законопроекти, като тези за паричния десятък (вид данък), публичните търгове и уреждане на черкезките земи.
След края на пълномощния режим структурите му са погълнати постепенно от финансовото министерство. Закрито е официално указ от 15 януари 1885 година, когато е учредена Дирекция на обществените сгради към МФ.

## Структура
- Централно управление
  - Кабинет на министъра
  - Бюджетно-контролен отдел
- Обща администрация
  - Строителен отдел
  - Железопътен отдел
  - Земеделски отдел